# Micrurus silviae
Micrurus silviae este o specie de șerpi din genul Micrurus, familia Elapidae, descrisă de Di Bernardo, Borges-martins și Da Silva în anul 2007. Conform Catalogue of Life specia Micrurus silviae nu are subspecii cunoscute.